# 日本橋中洲
日本橋中洲（にほんばしなかす）は、東京都中央区の町名。「丁目」の設定のない単独町名である。住居表示実施済区域。「日本橋○○」と称される地名の中では唯一、末尾に「町」が付かない地名である。

## 地理
東京都中央区・日本橋地域の南東に位置し、北で日本橋浜町、隅田川を跨いで東側で常盤・清澄、南東の隅田川上の一点で佐賀、南西で日本橋箱崎町と隣接する。このうち江東区清澄との間には清洲橋が渡されており、日本橋中洲はその西詰に当たる。江東区常盤および佐賀とは水面上でのみ接しており、陸上交通では直接渡れない。日本橋久松町に所在する久松警察署の管轄に当たる。

### 河川
- 隅田川
  - 清洲橋

### 地価
住宅地の地価は、2025年（令和7年）1月1日の公示地価によれば、日本橋中洲2-3の地点で166万円/m2となっている。

## 歴史

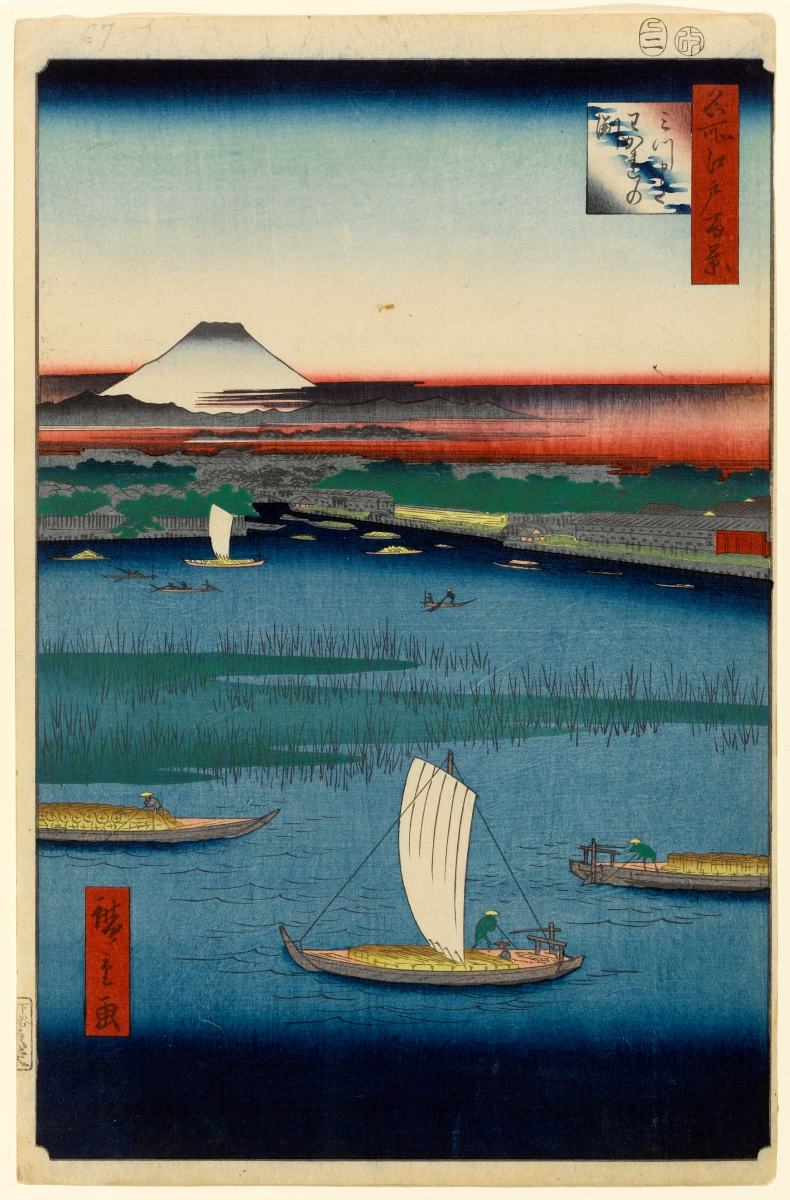
『江戸名所百景』の内「みつまたわかれの淵」
隅田川対岸から眺めた安政期の中洲。

中洲はもともと文字通り隅田川の中洲であった。川が三方に分かれていた地点にあったため一帯はみつまた（「三派」「三ツ俣」「三つ股」など表記が多数存在する）とも呼ばれたが、具体的にどの流れを指したかについては諸説ある。また、付近の海域は淡水と海水の分かれ目に当たるため、別れの淵と呼ばれた。月見の名所として有名で、舟遊びで賑わった。
1695年（万治2年）吉原の遊女高尾太夫が中洲近くの船上で吊り斬りにされ、遺体が北新堀河岸に漂着し、高尾稲荷に祀られたという逸話がある。
1771年7月27日（明和8年6月16日）馬込勘解由(6代目、馬込興承)により浜町と地続きになるように埋め立てが行われ、1773年1月10日（安永元年12月18日）に中洲新地として竣工した。1775年（安永4年）には町屋が整い、富永町と号した。間もなく飲食店が立ち並ぶ一大歓楽街となり、両国の客を奪うほどの賑わいを見せた。しかしながら、隅田川の流路を狭めたために上流で洪水が頻発し、また奢侈を戒める寛政の改革の影響もあって1789年（寛政元年）取り壊され、芦の茂る浅瀬へと戻った。この時の土砂は隅田土手の構築に利用された。
1886年（明治19年）再び埋め立てられ、中洲河岸が成立、後に中洲町となった。1893年（明治26年）真砂座ができると、中洲は娯楽街として再び賑わいを取り戻すかに見えたが、大正期には早くも廃れた。
1935年（昭和10年）中洲に改称する。1947年（昭和22年）より中央区日本橋中洲。1971年（昭和46年）そのまま住居表示が実施された。1971年（昭和46年）に浜町との境、翌年に箱崎町との境が埋め立てられ、完全に地続きとなった。

## 世帯数と人口
2023年（令和5年）1月1日現在（中央区発表）の世帯数と人口は以下の通りである。
- 世帯数 : 1,440世帯
- 人口 : 2,475人

### 人口の変遷
国勢調査による人口の推移。
| 年                 | 人口  |
| ------------------ | ----- |
| 1995年（平成7年）  | 171   |
| 2000年（平成12年） | 277   |
| 2005年（平成17年） | 657   |
| 2010年（平成22年） | 865   |
| 2015年（平成27年） | 1,018 |
| 2020年（令和2年）  | 1,570 |

### 世帯数の変遷
国勢調査による世帯数の推移。
| 年                 | 世帯数 |
| ------------------ | ------ |
| 1995年（平成7年）  | 71     |
| 2000年（平成12年） | 159    |
| 2005年（平成17年） | 481    |
| 2010年（平成22年） | 587    |
| 2015年（平成27年） | 655    |
| 2020年（令和2年）  | 921    |

## 学区
区立小・中学校に通う場合、学区は以下の通りとなる（2025年4月現在）。
- 区域 : 全域
  - 小学校 : 中央区立有馬小学校
  - 中学校 : 中央区立日本橋中学校

## 交通
鉄道
- 都営地下鉄新宿線 ○浜町駅
- 東京メトロ半蔵門線 ○水天宮前駅

バス
- 都営バス秋26

道路
- 清洲橋通り

## 事業所
2021年（令和3年）現在の経済センサス調査による事業所数と従業員数は以下の通りである。
| 町丁       | 事業所数  | 従業員数 |
| ---------- | --------- | -------- |
| 日本橋中洲 | 333事業所 | 5,717人  |

### 事業者数の変遷
経済センサスによる事業所数の推移。
| 年                 | 事業者数 |
| ------------------ | -------- |
| 2016年（平成28年） | 291      |
| 2021年（令和3年）  | 333      |

### 従業員数の変遷
経済センサスによる従業員数の推移。
| 年                 | 従業員数 |
| ------------------ | -------- |
| 2016年（平成28年） | 5,362    |
| 2021年（令和3年）  | 5,717    |

## 施設
- 金刀比羅宮

## その他

### 日本郵便
- 郵便番号 : 103-0008[3]（集配局 : にほんばし蔵前郵便局[15]）。